# Next.js

Логотип Next.js

Next.js — открытый JavaScript фреймворк, созданный поверх React.js для создания веб-приложений компанией Vercel (ранее ZEIT). Фреймворк был предназначен для решения проблемы React.js, связанной с отрисовкой приложения на стороне сервера - SSR, также дополняет React.js удобными решениями по навигации (routing) между страницами с помощью файлового подхода (file-system based router). Работает на сервере и в браузере.
Был создан 25 октября 2016 года компанией Vercel (ранее ZEIT).

## Server Side Rendering
Server Side Rendering (сокращенно SSR) — принцип веб-приложений, используемый Next.js, переводится с английского языка как «Отрисовка (Рендеринг) на стороне сервера». SSR Рендеринг помогает снизить нагрузку на устройство, которое использует приложение (например на сайте в браузере), ведь большинство операций производимых в приложении, относящиеся к его отображению, происходит на сервере, а не на устройстве пользователя (телефоне, планшете, компьютере и т.п.).

## SEO-оптимизация
SSR также улучшает SEO, так как в обычном подходе, который использует React (подход SPA), все отрисовывается на стороне клиента (устройстве пользователя сайта), поэтому код страниц подгружается когда пользователь заходит на страницу, но робот поисковых систем может только просмотреть изначальный код страницы, ещё не обработанный React. Next.js решает эту проблему.